# Amytornis barbatus
Amytornis barbatus là một loài chim trong họ Maluridae.
Nó là loài bản địa Úc.